# Marjorie Grene
Marjorie Glicksman Grene, geborene Marjorie Glicksman (* 13. Dezember 1910 in Milwaukee, Wisconsin; † 16. März 2009 in Blacksburg, Virginia) war eine US-amerikanische Philosophin.

## Leben und Werk
Grene studierte zunächst Zoologie am Wellesley College, ab 1931 Philosophie bei Martin Heidegger und Karl Jaspers in Deutschland. Sie wurde am Radcliffe College promoviert. Anschließend lehrte sie an der University of Chicago. 1944 wurde sie zusammen mit ihrem Mann David Grene Farmer in Illinois; 1952 zog die Familie um und baute eine Farm in Irland auf. In den 1950er Jahren lehrte sie Philosophie in Manchester and Leeds. 1961 wurde die Ehe geschieden. Grene war 13 Jahre lang Professorin für Philosophie an der University of California, Davis, ab 1988 auch an der Virginia Tech. 1976 wurde sie in die American Academy of Arts and Sciences gewählt.
In ihrer langen Karriere veröffentlichte Marjorie Grene wichtige Beiträge zur Philosophie der Biologie und zur Philosophiegeschichte. Dabei versucht sie allgemeine naturalische Positionen und kontextspezifische Ideen in Einklang zu bringen. Ein zentrales Thema in Grenes Arbeiten ist die Rolle der Wahrnehmung. Aufbauend auf James Gibsons Wahrnehmungspsychologie definiert sie Wahrnehmung aus den konkreten Lebensbedingungen und -anforderungen der Lebewesen. Erst aus dieser Position heraus lasse sich danach auch das Bewusstsein verstehen.

## Werke
- Dreadful Freedom: A Critique of Existentialism (1948)
- Martin Heidegger (1957)
- Introduction to Existentialism (1959)
- A Portrait of Aristotle (1963)
- The Knower and the Known (1966)
- Approaches to a Philosophical Biology (1968)
- Jean-Paul Sartre (1973)
- The Understanding of Nature: Essays In The Philosophy Of Biology  (1974)
- Philosophy In and Out of Europe (1976)
- Descartes (1985)
- Descartes Among the Scholastics (Aquinas Lecture 1991)
- Interactions. The Biological Context of Social Systems (1992; mit Niles Eldredge)
- A Philosophical Testament (1995)
- Philosophy of Biology: An Episodic History (2004; mit David Depew)